# ゴラグロスとガウェイン
『ゴラグロスとガウェイン』(Golagros and Gawane)、または『ゴログラスとガウェインの騎士物語』(The Knightly Tale of Gologras and Gawain) は、15世紀末頃に書かれた1362行から成る中期スコットランド語で書かれた頭韻詩のアーサー王物語。
アーサー王の甥、ガウェイン卿を主人公とし、城主ゴラグロスをガウェインが決闘で破る結末になっている。舞台はアーサー王の一行が聖地エルサレムへの巡礼の旅へむかい、また帰途につく途中の中継地（フランスのローヌ川流域など）である。
物語では、2つのエピソードが展開されるが、それらはいずれともフランス語の『ペルスヴァル第一続篇』(クレティアン・ド・トロワ『聖杯物語』の続編。en: First Perceval Continuation)より借用されたものだと考察されている。最初のエピソードでは、アーサーの一団が糧秣の不足に窮し、通りかかった城で食料を分けてもらおうとするが、乱暴を働いて横取りしようとしたケイ卿は失敗し、丁重に買い求めようとしたガウェイン卿は快諾の返事を得る。
第2のエピソードでは、誰も君主を戴かないと豪語する城主ゴラグロスを服従させようとアーサー王は意気込み、巡礼の帰りにローヌ川流域のこの地を再訪する。アーサー王はまず使節をさしむけるが、主従の礼をとられよとの要求にゴラグロスは応じない。そこで、お互い側が代表の戦士を出場させて、数日間にまたがり、対戦させるはこびとなる。なかなか決着はつかない。ついにゴラグロスみずから出場し、ガウェインが対戦してこれに勝利する。ゴラグロスは、敗北の恥辱より死を選ぶというので、ガウェインは融通をし、負けたふりを装ってやる。
ガウェインもゴラグロスも仁義(knightly honor)と、武芸の練達(prowess)の両方を兼ね備えており、それこそが彼らが騎士の鑑たるゆえん、ということを示した作品のひとつである。

## テキスト

### 成立年代と作者
現存する手写本はない。唯一、スコットランド初の出版所Chepman and Myllarが創立初年に発行したThe Knightly Tale of Golagrus and Gawane (1508年)により、そのテキストが伝わっている。

（ただし、ある写本(Asloan Manuscript、1515年) には、かつてこの物語が挿入されていたが切り取られた痕跡があり、索引には"The buke of Syr Gologruss and Syr Gawane"と記載されている。）
近年の紹介（編本や参考書）では、作者を特定されないとし、作品が書かれたのは出版からそう遡らない時期、つまり15世紀末であると紹介されている。

しかし19世紀の編者マッデン(Madden)などは、「アーサーのターン・ワザリング冒険」と同じ 詩人の作だとみており、ダンバーが書き残した手掛りによれば、その詩人は15世紀前半の「トラネントの書記」("Clerk of Tranent")なる人物だとされている。「冒険」の著者についてはHuchounという人物だという記述もある。

### 印刷本
1508年原本はスコットランド国立図書館が所蔵する1部のみが現存。この作品一冊のみではなく、同じ時期の刊行本、全11冊がまとめてひとつの巻本に綴じられている、本作"The Knightly Tale of Golagrus and Gawane"はその巻本のp.7-48ページ(2冊目)である。巻本は、かつてスコットランド弁護士会図書館(Advocates Library)の所蔵、目録番号 H.30.a であった。
この「ゴラグロスとガウェイン」は、のちにPinkertonによるスコットランド詩集の第3巻 (Scottish poems III, 1792年)に収録されたるかたちで再出版されたが、このテキストは粗雑（注意や正確さやを欠く）と言われる。さらにラング(David Laing)によるファクシミリ版(1827年)が出されているが、これは実物に模した活字で再現されてはいるが、綴りの訂正などがされている改訂版である。マッデン(Frederic Madden)の1839年編本は、このラングのファクシミリ版を底本としている。
なお、近年の編者 Hahn は、"The Knightly Tale of Gologras and Gawain"という題名を使っているが、本文の中では一番回数が多いの"Golgras"の綴りに置き換えたとのことである。

## あらすじ

### 地理的背景
(1~26行, 302行、310行ほか)

アーサーたちは、キリストの聖地（すなわちエルサレム）への巡礼を往復する最中である。冒頭ではトスカーナ方面に向かっている。最初の主な出来事（食料補給）の都市の所在は明記はされないが、まだフランスを進行中でローヌ川に至らないあたり（ローヌ川より以西）と目されている。次の主な出来事の舞台、ゴログラスの城はローヌ流域である。ただし、アーサー王は巡礼地に向かう旅の途中でこの城に遭遇するが、そのときは攻め落とすと誓うだけだり、まずいったん巡礼地への礼拝を済ませたのち、その帰途においてローヌ川沿いの攻城に着手するのである。（なお、原文では初出の箇所では Rome (ローマ)と印刷されているが、他所では Rone とあるので、ローヌ川流域と訂正解釈される）

### 食料補給編
(27~221行)

巡礼中のアーサー王の一行は、　「ある城市」のあたりで食糧が尽きかけ、アーサーは代金で物資をまかなうようにケイ卿を使者に出す。ところが空腹のケイは、小人(duergh)が料理する丸鳥の串焼きを見るや、これをもぎとる。奥から出てきた厳粛たる紳士にたしなめられても、「おまえの脅しなんざぁ、ケーキにも値せぬわ」とほざいたので、拳骨を喰らって床に叩きのめされ、散々な目で帰ってくる。(40-118行)

代わってガウェインが交渉に行かされ、「市民の言い値で物資を売っていただきたい」と、礼儀正しく支援を請う。が、城主は、売ることはできないと言う。ガウェインは、見上げたもので、「それがあなたの貴方の意志ならばしかたありませんな、」と言う。しかし城主は、「そうではない、領民になんなりと（申し付けて）かまわない、と言っておるのだ。もし売りつけたなどと人に知れたらとんだ恥さらしだ。内臓抉りの刑(drawn)に値するというものだ」と説明した。

そしてアーサー一行は、たいそうな饗応を受けた。この城主はアーサーの縁戚だということで、当地の人や物が、ご自分のもののごとき使っていくれていいと言った。また、有事の際は、三万の兵を武装させて遣わすとも言った。4日のもてなしの後、アーサーたちはパン(wastell)やワインなど充分な飲食料を補給されて、巡礼の旅を再開した。

### ゴログラスの城編
(222~1362行)

糧秣を満載したアーサーら一行は、川沿いの岩山の上に、城壁で囲まれ三十三もの塔のそそり立つ美しい城砦都市を通過する。アーサー王は、城主と、その城主の上にたち冊封を授けている君主は誰か、ぜひ知りたいという。物識りのスピナグロス卿 (Spynagrose) が言うに、ここの城主(のちゴラグロス卿 Schir Golagrus と判明)は、代々、どの君主にも従わずに土地を治めてきたとのことだった。アーサーは、「これはしたことか、ならば、巡礼を終えたあかつきにはここへ戻り、必ずや城主を屈服させ主従の礼をとらせよう」、と意気込む。スピナグロスは、相手が手ごわすぎると諫言するが、アーサーが一度誓った決意は揺るがない。

キリストの聖地からの帰り道、王らは、ゴログラスの都市の近くに天幕を張り、作戦を考える。交渉決裂の場合の攻城戦も視野に入れ、まずガウェイン、ランスロット、ユーウェイン（イウェイン)を使節に立てて送る。しかしスピナグロスは、この3人を合わせた力を持つ騎士だろうと、奴にはかなわないという。「しかし気性からしていたって穏やかな御仁ではある。だから、穏便なことばで交渉することを勧める」、と言った。

三人の使節は、ゴラグロスに快く迎えられ、ガウェインが、伝令を伝えた。すなわち、アーサー王が比類なき君主であり、檄を飛ばせば12人の強大な王が馳せ参じること、そしてゴラグロスの名声はかねてから聞いており、その友好を求めており、それを得るためならなんぞ褒美は惜しまない、ことなどを。

しかしゴラグロスは厳粛な顔で、「もしかつてのこの地の城主たちが臣従の礼をとった前例があったならば、アーサーへの服従も承諾したろう。
だが、わが先祖たちは代々そういう拘束を受けずに栄えてきた。そんな私が臣従の例をとったなら、それは縛り首に値する」と言った。(337-453)
使節らはアーサー王のもとに戻り、着々と攻城戦の用意がはじめられた。砲弾(pellok)や青銅の大砲、研ぎ澄まされた矢(ganye)、トランペットの音が騒々しい。木は伐採され、木柵が打ち立てられた。ゴラグロス側の軍も脛当て(グリーブ(Greis n. pl. Greaves)や膝当て(Garitour1 OF. garete Armour for the knee.)を着用し始めた。ちらと見ただけでも140の盾が並び、どの盾にも丈夫な兜が載っかり、槍がきらめいていた。各騎士の紋章バッジも明らかで、その名も記されていた。(-493行)
城から音が鳴り響き、見るとラッパを吹き鳴らした男が塔に向かった。硬い鋼鉄の兜、金銀の針金であしらえた盾、太い槍を抱えていたが、まもなく立ち去った。王がその意味を尋ねると、スピナグロス卿は、あの男は自分が愛する女性のために武勲を示したいのです、ですからこちらから対戦相手をさしむけてやってください、と説明した。
王はガウディフェア Gaudifeir という騎士にその役を命ずる。対する城の騎士はガリオット Galiot だった。ガウディフェアは 、ベリーブラウン色の馬（または鹿毛） に乗り、もう一方は白馬に乗っていた。両者は最初の一撃で落馬し、剣を振るった戦いでは血の中を動き回った。だがついにガウディフェアが勝利し、ガリオットは守りで固めた場所に連行された。(-583行)

ゴラグロスはリーガル卿 (Schir Rigal of Rone)を呼びつけて雪辱戦に送り出した。アーサー王側はラナルド卿(Rannald)で対抗した。ラウナルドは、鎖帷子とバシネット型の兜を着こなし、具足も馬も金と赤の色調で整えた。翌日が明けた。二者は馬に乗り、お互いの槍をぶつけ合って盾を砕いた。剣での戦いとなり、ラナルド卿は相手の襟首を断った。だが決着はつかず、両者が血泡を吐いてもなお、勝負は二人がともに命が尽きるまで終わらなかった。二人の騎士はその日、おのおのの側により埋葬された。(-651行)
ゴラグロスは、ルイス卿、エドモンド卿、バンテラス卿 (Bantellas)、サングウェル卿 (Sanguel, Sangwell)の四人を用意させた。アーサー側は、ライオネル卿、ユーウェイン（イウェイン）卿、ベディヴィア卿、ギロマランス(Gyromalance)卿でそれぞれ対抗した。アーサー側は、ライオネルが負けてルイスの捕虜となりベディヴィアはバンテラスに剣を投降したが、ギロマランスがサングウェルを捕虜とし、ユーウェインがエドモンドを地べたにのす、という結果を得た。試合としては五分の結果だが、イウェインは重傷を負うかわり、エドモンドは戦死している。(-730行)
ゴラグロスは、遅れをとりもどそうと、いきがる。アガルス卿(Agalus)、ユーモンド卿(Ewmond)、ミチン卿(Mychin)、メリゴール卿(Meligor)、ヒュー卿 (Hew)の5人を指名。円卓の騎士側からはコーンウォール公カドル、オウェールズ卿、イウェル卿、ミレオト卿の4人が出場した。（ただし、エメル卿 (Emell)という5人目の円卓騎士が出場するという説がある
）休戦などはなく戦いはおこなわれた。オウェールズ卿、イウェル卿は敵城に連行されたが、アーサー側は、アガルス卿とヒュー卿を捕虜に得た。(-769行)　
ゴラゴラスは眼を怒らせたが、朗々と「いざ我が戦いにいどみ、終焉をもたらすべし」と言った。城の鐘塔から2つの鐘が鳴り響いた。この鐘鳴りについて、スピナグロス卿は、ついに城主(ゴラゴラス)自身がお出ましであることを意味する、と説明した。そして、城主は、このあたりでは比肩無き剛の者を自負している、こちらも相当な強者を選ばねばなりませぬぞ、と進言した。このとき志願したのがガウェインだった。スピナグロス卿は、相手が相手なためガウェインの安否が案じられてしょうがなく、つい悲観的な言葉が口を突いて出てしまう。こちらは、みなが尊敬する戦の器量が確かなガウェインどの、いくら身代金を積もうと手加減などしてもらえませぬぞ、などと念を押す。ガウェインは、もし勇敢に死のうならば傷も少ないというものじゃ、たとえ相手が怪力のサムソンその人だろうがのう、などと言う。しかたなく、スピナグロス卿は、実戦のアドバイスなどを伝授する。まず、槍はまっすぐに狙いをさだめ、相手が衝撃を受けて大声を出し、熊のようになってもひるまず、その連打を盾に浴びても、どんな次第になっても耐えて、相手の打撃がとぎれたら反撃せよ。相手の息が上がったところで打てば、相手の動きをとめる衝撃打を浴びせることができる、などと。(-835行)　相手がおらず手持無沙汰なケイ卿は、褐色の馬の騎士と対決し、降参させて捕虜とする(-883行)。
ついにゴラグロスが登場する。純金やルビーをあしらえた甲冑を着ており、重代の家宝を幾つもつけ、絹の縁飾りも立派だった。乗っている白馬は、黄金やベリル石でちりばめられていた。ゴログラスは長身で、誰よりお半足は背が高かった。二人の騎士は、槍を突き合わせて馬で激突した。そして馬から降りて剣での戦いが始まった。ゴログラスの一撃は、ガウェインの喉当てに命中し50もの鎖を砕いた。しかしガウェインの反撃は、盾の角を割き、鎖帷子と胸板と縁を貫いた。黄金の鍍金がはげ落ち、血が流れ出た。ゴログラスの怒りをつのらせガウェインに躍りかかった。凄まじい一撃に、盾をかざしたが、みるまにベリル石が飛び散った。アーサーは甥のために、主に祈りをささげた。宝石が飛び、鎖や拠り紐が落ちる。獅子のような攻撃に、ついにガウェインの盾は20余のかけらに千切れていた。ガウェインは怒り涙して打ちしてやまぬ猛反撃に出た。(-974行)。戦いの描写がしばらく続くが、ついにゴラグロスが勾配の上に屈んだところをガウェインが剣で打ちつけ、ゴラグロスは足を踏み外して地面につんのめり、起き上れる前に、ガウェインが短剣を突きつけていた。(-1029行)ガウエィンは相手に降伏せよとせまるが、ゴラグロスは、そんな生き恥をさらすよりは死んだ方がましだ、と答える。ゴラグロスの城の男女たちのあいだに悲痛が走る。ガウェインは、敗北を認めて、わが王の元に行けば、公爵に封じられてそれなりの栄誉を得るからよいではないか、と説得を試みる。ゴラグロスは、どんな条約をもちかけても、利益を得られても、面目を失うことができないという。(-1089行)。ガウェインは、ならば、どうすればその面目とやらは保たれるのか、と尋ねる。ゴラグロスは、そこで一計を講じ、ガウェインには負けたふりをしてもらい、自分の城に来てもらいたい、決して危害はくわえさせないと誓うから、ともちかけた。ガウェインは、今まで見知らなかった相手に身をゆだねるのは危険であるが、信じよう、と承諾した。(-1115行) そしてしばらくの間、見せかけの戦闘を続けたのち、ガウェインは城に足を踏み入れたので、見ていたアーサー王や臣下は嘆き悲しんだ。城の中では、祝勝のムードが漂っていた。食事の用意がされ、ガウェインも壇（中世では食事テーブル代わりの台）のもと、席につかされた。しばしするとゴラグロスは、テーブルを棒で打ちつけて一同の注意を引き、こう尋ねた：「ここにいる男爵領や町の統治者の方々には、忌憚ない意見を行ってもらいたい。わしが戦場で捕えられてしまうのと、わしが戦場で命を落とし別の領主に治められるのとでは、どちらの選択がよいと思うか？」と。集まった諸侯は、その言葉を聞いて、彼らの領主が敗北したのだと事態に気づき、悲しくなった。そして「あなた様に領主でいてもらいたいです、」と答えた。(-1193行)
ゴラグロスは、60の騎士を伴い、城を出てアーサー王に挨拶をし、じつはガウェインに任されたことを告げ、アーサー王にたいし臣従の礼をとると告げた。アーサーは喜び。ローヌ川の城では、祝杯が挙げられ、騒々しい宴がくりひろげられた。さて、アーサー王がついに帰途につくことになった。すると王はゴラグロスの土地全てを、自分への服従から解放する、と宣言した。(-1362行 終)

## 解説

### 詩法
押韻は、ababababcdddc の13行で各スタンザを構成する複雑なもので、「アーサーのターン・ワザリング冒険」と同じ押韻構成である。

### ペルスヴァル続篇との照合
上述したように、『ゴラグロスとガウェイン』の２つのエピソードとよく似た展開の挿話は、『聖杯の物語』の第一続篇 に見出すことができる。『ペルスヴァル第一続篇』の第IV部は、「傲れる城」(仮訳)の部で（これが中英詩のゴラグロスの城に相当する）、その城に捕らわれたジルフレ（グリフレット卿）を奪還しようとするアーサー王たちの冒険である。
だが肝心の目的地以前に、『ゴラグロスとガウェイン』とよく似た食料補給の冒険がおきる。内容は次のようなものである：
道中で疲れはてた王のために、ケイ卿は、食べ物を求めて、メヨラン/メリオランの君主の城ちかくの屋敷に無断で立ち入る。そして小人がクジャク肉の丸焼きにしているのみつけ、「誰か人はいないか」などと聞く。相手の無愛想さに殺意さえ覚えたケイは、「そなたのような小人には不釣り合いであるから、その見事は俺様が夕餉にちょうだいする」の調子でしゃべるので、ついに小人は憤慨し、「出て行け、さもないと酷い目に遭うぞ」と反発。ケイは小人を継ぎ飛ばして暖炉を支える柱に打ちつけたところ、その主人がやってきて見つかる。
主人の質問に、ケイ卿は相変わらずの無礼な応答をする。主人は、「わが家のしきたりでは、食べ物を求める者を拒むことはしない」、と言って、クジャクの丸焼きを（おそらく焼き串についたまま）手に取り、ケイの首を殴打して一生消えない火傷の痕をつける。ケイは、食料調達の失敗をアーサー王に報告するが、ガウェイン卿の下手に出るような礼儀正しさに、主人（美丈夫イデールという）は感服し、アーサー王の一行は歓待を受ける。(Potvin 編本第III巻16331-16624行; 1530年散文版103b-105葉)。
やがてアーサー王の一団は、ブランデリス Brandelis を案内役として「傲れる城」に到達する。前述したとおり、ここが英詩でのゴラグロスの城に当たるわけであり、何でもよく説明できるブランデリスの役は、英詩ではスピナグロスが務めている。以降の展開は次のとおりである:
アーサーたちがやってくると、目的の城の鐘が大きく鳴り響き、周囲付近の騎士らが集結し、3000の軍旗が城に翻った。だが大がかりな攻城戦の様相とは裏腹に、両方の軍は、毎日一人ずつの代表の騎士を差出し、ジョスト（槍試合）を戦わせることになるのだった。
初日、アーサー側の一番乗りは、ルーカン献酌侍臣(執事)であったが、敵城の相手をみごと落馬させ、馬を奪って戻り、勝利した... かに見えた。ところが、ブランデリスは、それでは勝負の決着にはならない、と残念がる。もし相手を捕虜として連行しておれば、敵は敗北を認めて開城していたのだという。ルーカンは試合に復活するが、相手の交代選手に敗北し、グリフレット卿と同じ監獄につながれる。翌日のブランデリスは勝利をおさめるが、三日目ののケイ卿は、接戦するも、場外ルールで敗退する)。
試合はいったん休止になるので、アーサーたちは狩猟に出かけ、ガウェイン卿は、木の根元に座り込んだ騎士を発見する。話しかけても反応しないので、持ち上げて運んで王に采配を仰ごうと決めるが、その騎士は、ほっといてくれ、死なせてくれと怒り出す。わけのわからずまま、ガウェイン卿はそこを去るが、今度はその騎士と関係ありの淑女と出会い、事情が明らかになってくる。淑女は、騎士とは許嫁なのだが、挙式の日に間に合わなかったので、騎士が悲観して命を落とすのではないか、と心配しているのだ。ガウェイン卿は、その騎士なら無事である、と淑女をなだめる。ところが識者のブランデリスに事の次第を話すと、なんとその騎士は、「富める傭兵」(仮訳) Riche Soudoier といって、「傲れる城」の城主その人であるという。
槍試合が再開し、4番手イヴァン卿も勝利。次の日は、いよいよ城主「富める傭兵」じきじきのお出ましということなので、ガウェインが相手を願い出る。
結局ガウェインが勝利し、アーサー王たちは目的（グリフレット卿の奪還）を果たすのであるが、英詩『ゴラグロスとガウェイン』と同様、ガウェイン卿は「富める傭兵」に頼まれて負けたふりをするので、アーサー王は、しばらく甥の安泰についてやきもきすることになるのである。英詩では単に相手の面子をたもつでけに勝ちをゆずっているが、『ペルスヴァル第一続篇』では、「富める傭兵」が、もし自分が敗北したなどと、愛する人が知ってしまえば彼女は自害して果てるだろうと、愛人の淑女の命がかかっている。
（Potvin編本 16331-624, 18209-19446行、Bryant要約、Madden要約に拠る。Madden要約ひとつをとっても、上よりもかなり詳述しているが、ここでは省いた)